# Topa
Topa é uma vila no distrito de Hazaribag, no estado indiano de Jharkhand.

## Demografia
Segundo o censo de 2001, Topa tinha uma população de 5008 habitantes. Os indivíduos do sexo masculino constituem 54% da população e os do sexo feminino 46%. Topa tem uma taxa de literacia de 62%, superior à média nacional de 59,5%: a literacia no sexo masculino é de 72% e no sexo feminino é de 51%. Em Topa, 16% da população está abaixo dos 6 anos de idade.